# Jacopo da Trezzo

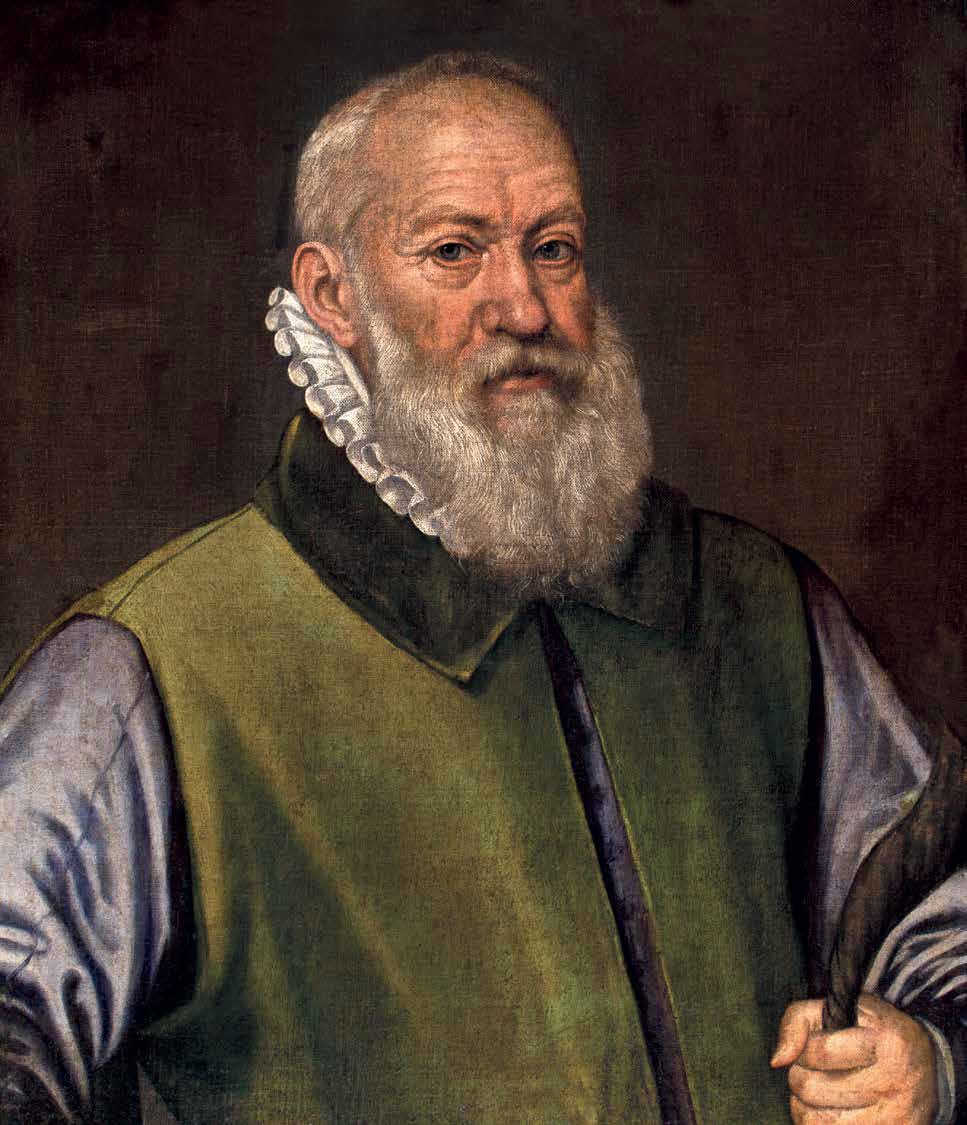
Alonso Sánchez Coello (atribuido), Retrato de Jacopo da Trezzo. Óleo sobre lienzo, 70 x 61 cm (recortado). Colección particular. Procedente de la colección de Felipe II en El Escorial, el inventario de 1600 lo describe llevando en una mano una cornucopia con flores en la que picaba una graja, de la que ahora solo resta la empuñadura, y apoyando la otra sobre la cúpula de la custodia de piedras duras del retablo escurialense, su obra más admirada.

Giovan Giacomo Nizzola, conocido como Jacopo da Trezzo, Jacomo da Trezzo y Jacometrezo (Trezzo sull'Adda, c. 1515-Madrid, 1589), fue un escultor, medallista, lapidario y orfebre italiano, formado en Milán y activo en Bruselas, Londres, Madrid y El Escorial al servicio de Felipe II, tras haber trabajado para el emperador Carlos V y la reina María I de Inglaterra.

## Biografía y obra
De sus primeros años poco se sabe. El año de su nacimiento solo puede deducirse a partir de un documento —sin fecha— en el que presentaba las cuentas del tabernáculo de El Escorial, terminado en 1585, diciéndose de edad de 71 años. Hacia 1530 su familia se había trasladado a Milán, centro de producción artesanal de objetos de lujo, y allí debió de tener lugar su aprendizaje. También en Milán entró en contacto con Leone Leoni, a quien en 1542 entregó los sellos de la Casa de la Moneda como nuevo grabador, pero no se conocen obras documentadas del periodo anterior a la década de 1550. Giorgio Vasari, no obstante, en la primera edición de sus Vidas (1550), dándole el nombre de Jacopo da Trezzo, aludía ya a él junto con otros artistas activos en Milán, donde —decía— ha hecho obras «dignas de alabanza». En la segunda edición (1568), dejando intacta la noticia anterior, se ocupaba de él de nuevo, pero en lugar distinto y llamándolo ahora «Cosimo da Terzio», quien habría hecho muchas obras de mérito en gemas y joyas por las que «il gran re Filippo cattolico di Spagna» lo había llamado a su servicio para honrarlo y premiarlo. 

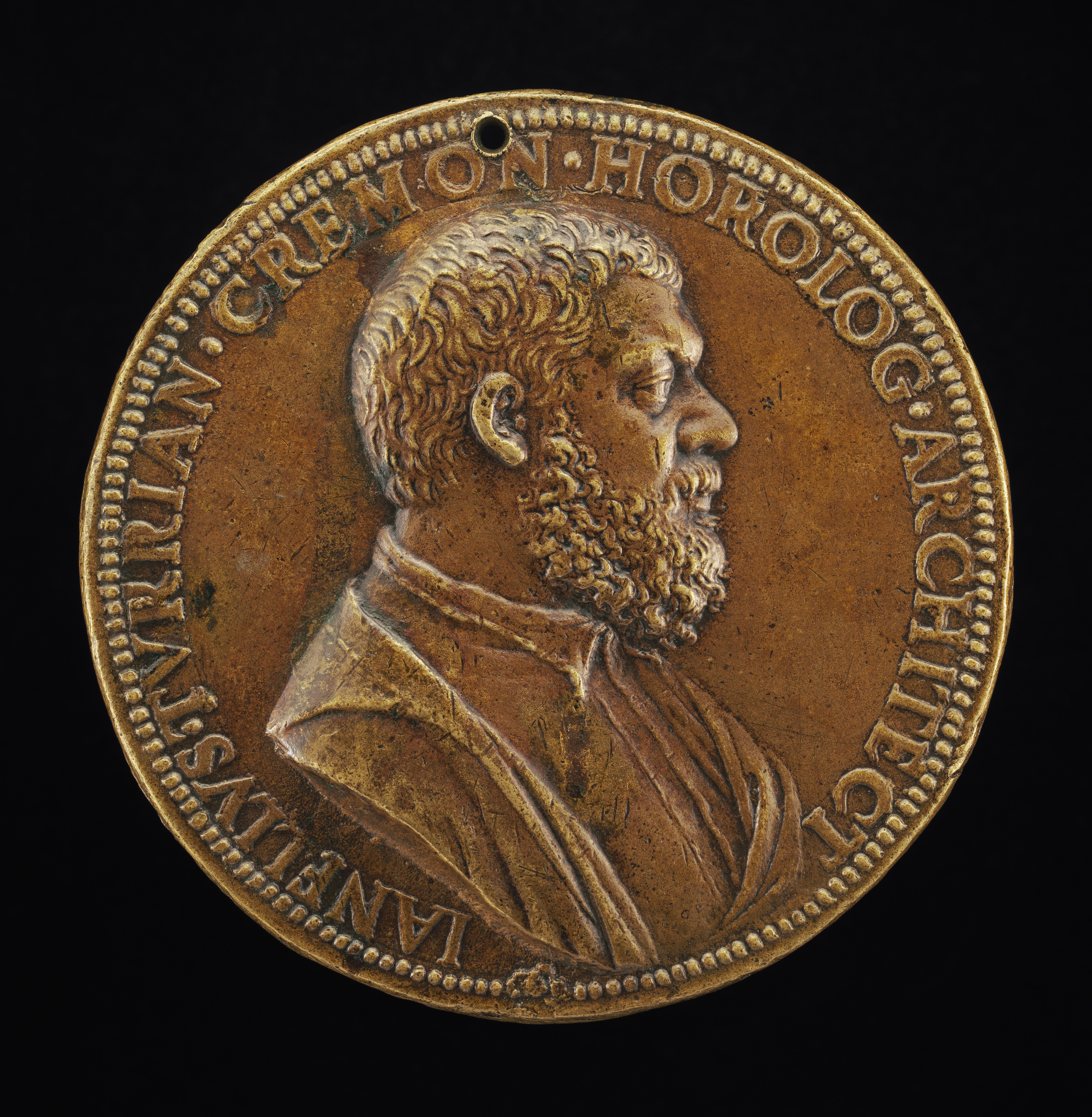
Medalla de Juanelo Turriano con la inscripción «ianellus. turrian. cremon. horolog. architect» (Juanelo Turrriano cremonés, relojero y arquitecto). Washington D. C., National Gallery of Art

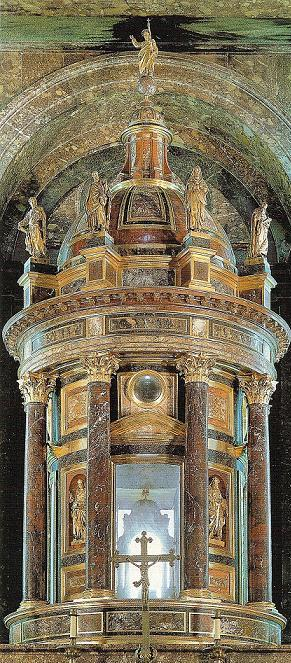
Tabernáculo del altar mayor de la Basílica de El Escorial

El escritor Paolo Morigia, en la Nobilità di Milano, obra editada en 1595, dedicó el capítulo IX al «valeroso et immortale Giacomo Trezzo», a quien atribuía la invención de la talla del diamante, «cosa nel vero più presto divina che humana»; técnica nueva con la que había tallado las armas del emperador Carlos V. Morigia destacaba también su habilidad en la talla del cristal y, como Vasari, elogiaba la exactitud en los retratos de sus medallas, siendo ejemplo de ellos el que dedicó a Hipólita Gonzaga. Morigia hacía mención también del viaje a Inglaterra, enviado por el emperador para llevar valiosas joyas a la reina María con ocasión de su matrimonio con Felipe II, y daba noticia de la mucha estima en que lo había tenido este, llevándolo con él a Bruselas y luego a Madrid. Felipe II habría llegado a tener con él gran familiaridad, de tal modo que no sólo se sirvió de su trabajo sino también de su consejo en la construcción del Monasterio de El Escorial, «l'ottava meraviglia del Mondo», donde particularmente se le debía la custodia en cristal de roca, jaspe y otras piedras preciosas por valor de trescientos mil escudos, labrados por la «divina» mano del inmortal Trezzo.
De su trabajo como orfebre y tallador de piedras duras existe documentación que lo relaciona, entre otros, con Cosimo de Medici, para quien en 1551 había tallado un rico vaso de cristal y a quien envió desde Madrid en 1572 un anillo con un zafiro grabado con las armas de su esposa, Eleonora de Toledo, pero ninguno de sus trabajos de joyería y cristal se ha conservado. En un retrato de María Tudor pintado por Antonio Moro y conservado en el Museo del Prado pueden apreciarse algunas de aquellas joyas que el milanés llevó a Inglaterra por encargo del emperador, entre ellas el Diamante grande que Felipe heredó de su madre engastado en nueva montura de oro hecha por el propio Trezzo. Mejor conocidas son algunas de sus medallas para Ferrante Gonzaga, gobernador de Milán (medallas con los retratos de su esposa, Ippolita Gonzaga, 1551-52, y su hija, Isabella Capua, 1554), María de Inglaterra o Felipe II, como la que le dedicó en 1555 con Apolo conduciendo el carro solar en el reverso y su lema, iam . illvstrabit. omnia, así como las que dedicó a Juanelo Turriano, arquitecto y relojero, milanés como él, a quien unía estrecha amistad desde que en 1554 viajaron juntos a Bruselas, el embajador imperial Hans Khevenhüller (1577) y Juan de Herrera (1578), estas labradas ya durante su estancia en España. 
En Madrid, a donde llegó siguiendo a Felipe II en 1562, además de diversos trabajos de orfebrería y entalladura de gemas, diamantes y copas de piedras para el rey, la reina Isabel de Valois y el príncipe Carlos, realizó el templete que cobija la estatua de Juana de Austria, obra de Pompeo Leoni, en el Monasterio de las Descalzas Reales. Pero es su participación en los trabajos de la Basílica de El Escorial, a los que dedicó siete años, la que le dará mayor fama. El 3 de enero de 1579 Jacome Trezzo, Pompeo Leoni y Juan Bautista Comane contrataron la ejecución del retablo mayor, con la custodia y los grupos funerarios del presbiterio de la basílica, según trazas dadas por Juan de Herrera, comprometiéndose a realizar los trabajos en un plazo de cuatro años. Leoni se encargó de la obra de bronce, en tanto Comane debía ocuparse del trabajo en mármol y Trezzo del tabernáculo y su custodia, pero fallecido Comane en 1582 acabó siendo Trezzo el encargado de toda la obra en piedra, cristal de roca, mármol y jaspe del retablo y de los enterramientos reales situados en los laterales del presbiterio.
Para la ejecución del tabernáculo, en el que comenzó a trabajar en 1579 y no concluyó hasta poco antes de la inauguración del templo, en 1586, hubo de hacer frente con éxito a problemas de aprovisionamiento de materiales y a dificultades técnicas, derivadas de la dureza de los materiales empleados, inventando nuevos instrumentos y procedimientos para el tallado del jaspe. De la satisfacción que le produjo la conclusión de la obra da buena cuenta uno de sus memoriales elevado al rey, en el que afirmaba que era pieza más divina que humana. Para la basílica escurialense labró también relicarios, entre ellos el que había de acoger el muslo de san Lorenzo, y una custodia menor de gran riqueza, cobijada dentro del tabernáculo, que resultó destruida en tiempos de la ocupación francesa.
Murió el 23 de septiembre de 1589 en Madrid, ciudad en la que residía, en una construcción situada en el solar delimitado por las actuales calles de la Salud, Tres Cruces y Gran Vía, en el que hoy se levanta la Casa Matesanz. Era un edificio en el que se ubicaban tanto su vivienda como su taller y además se trataba de una de las poquísimas obras de Juan de Herrera en la capital, hoy lamentablemente desaparecida por completo. En él se fundieron bajo la dirección de Pompeo Leoni las diez figuras del emperador y de Felipe II con sus familias para los enterramientos de la basílica de El Escorial, con la colaboración de un sobrino de Trezzo, tras la muerte de este encargado de incrustar las piedras duras en el manto de Felipe II. La calle que pasaba frente a la casa fue bautizada en su honor (aunque hoy en día la calle de Jacometrezo solo llega hasta la plaza del Callao originalmente se extendía hasta la red de San Luis). En su testamento, firmado «Jacomo de nizoli da trezo», declarándose escultor de su majestad, tuvo un recuerdo para su villa natal, en la que su familia tenía capilla, dejando algunos bienes para que en ella se hiciesen obras pías y sufragios en su nombre.

## Referencias

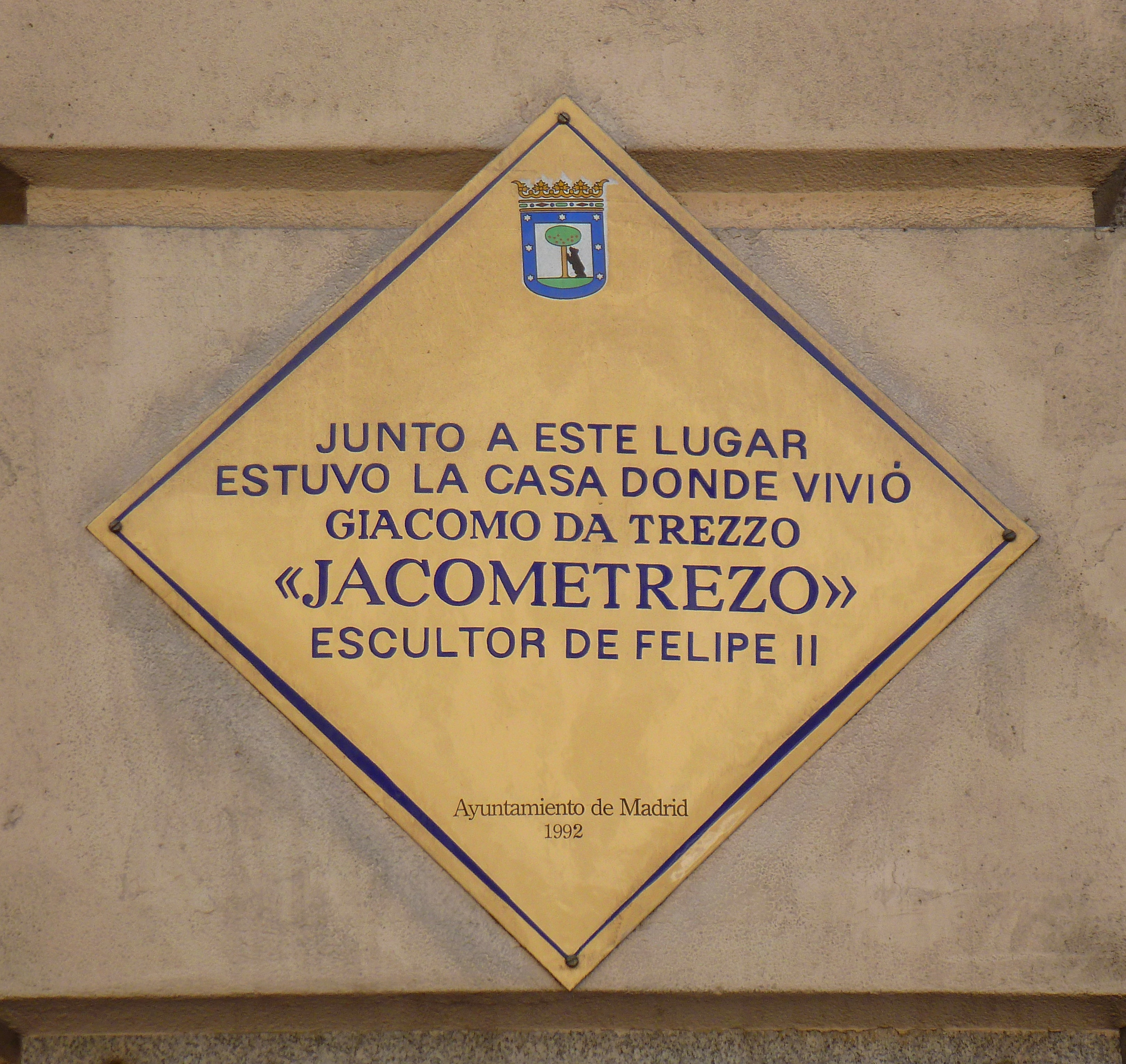
Placa conmemorativa del escultor en la Casa Matesanz de la Gran Vía.